# Robert-Kolb-Turm
Der Robert-Kolb-Turm ist ein Aussichtsturm im sauerländischen Ebbegebirge (Nordrhein-Westfalen, Deutschland).
Der Turm steht in der Gemeinde Herscheid auf der 662,7 m ü. NHN hohen Nordhelle, auf der schon seit Beginn des 19. Jahrhunderts immer wieder Türme erbaut wurden. Einen ersten Turm aus Stein ließ Kaiser Napoleon I. als Trägerstation für eine Spiegeltelegrafielinie errichten, der nach ein paar Jahren verfiel.
In den 1880er Jahren errichteten Herscheider Bürger dort einen Holzturm, der aber der Witterung nur kurze Zeit standhielt. 1890 erbaute an dessen Stelle die Heeresverwaltung ein trigonometrisches Gerüst, das auch Besuchern als Aussichtsturm offenstand und später von der Abteilung Herscheid des Sauerländischen Gebirgsvereins (SGV) erworben wurde. Auch dieser Turm hielt nur ein paar Jahre und fiel im Dezember 1904 Stürmen zum Opfer.
Die Abteilung Herscheid begann alsbald mit den Überlegungen für einen neuen Turm. Der SGV-Hauptverein stellte eine finanzielle Unterstützung in Aussicht, falls dieser neue Turm aus Stein errichtet und ihm ein Einfluss bei der Bauausführung zugestanden würde. Die Überlegungen waren 1909 noch im Gange, als Robert Kolb, der damalige Hauptwegewart des SGV und Initiator des ersten größeren Wanderwegenetzes, überraschend an einer schweren Krankheit verstarb. Schnell wurde vorgeschlagen den geplanten Turm ihm zu Ehren Robert-Kolb-Turm zu nennen.
Ein Planungskomitee, bestehend aus Karl Ewald (Hagen), Hugo Kracht (Essen), Hermann Großjohann (Lüdenscheid), Amtmann Steinhoff (Herscheid) und Dr. med. Hohl (Herscheid), übernahm 1910 die Planung zu dem Turmbau. Da der zu ehrende Robert Kolb sich zu Lebzeiten als „Feind der Turmwut, der Sucht, auf jedem dritten Hügel einen Turm zu errichten“ positioniert hatte und den massenhaften Bau von hölzernen Aussichtstürmen, die alsbald baufällig wurden, strikt ablehnte, kam nun nur noch ein massives Steinbauwerk in Frage. Am 21. September 1913 wurde nach einjähriger Bauzeit der 18 Meter hohe Aussichtsturm eingeweiht. Mehr als 4.000 Menschen kamen zu der Einweihungsfeier, die von Dr. Hohl eröffnet wurde. Danach übergab er den Turmschlüssel feierlich an Karl Ewald, der daraufhin die Weiherede hielt und den Turm offiziell für den SGV-Hauptverein in Besitz nahm.
Noch vor Ablauf einer Dekade war eine erste gründliche Renovierung notwendig, dennoch musste der Turm bereits 1927 trotz eines Renovierungszuschusses von 500 Mark durch den Kreis Altena wegen Baufälligkeit gesperrt werden. Bis dahin waren bereits 10.000 Mark aus der Vereinskasse des SGV zum Erhalt ausgegeben worden. 1929 erfolgte die Wiedereröffnung. Ein Pförtner kassierte nun ein Eintrittsgeld und verkaufte alkoholfreie Getränke zur Deckung der Unterhaltskosten.
Im Zweiten Weltkrieg diente der Turm militärischen Zwecken und wurde so stark zerstört, dass ein Wiederaufbau zunächst ausgeschlossen wurde. Dieser erfolgte dennoch 1951, als der NWDR eine Ultrakurzwellen-Sendestation auf der Nordhelle benötigte und den Robert-Kolb-Turm dazu nutzen wollte. Die SGV Abteilung Herscheid, die Eigentümerin des Turmgeländes war, überschrieb 55 % der Liegenschaft dem SGV-Hauptverein, der dann mit dem NWDR einen Erbbauvertrag abschließen konnte. Nach dem vom NWDR finanzierten Wiederaufbau wurde der Turm auch wieder Wanderern zugänglich gemacht. 1953 übergaben Vertreter der Rundfunkanstalt die Turmschlüssel wieder an dem SGV Bezirksvorsitzenden Rudolf Grüber.

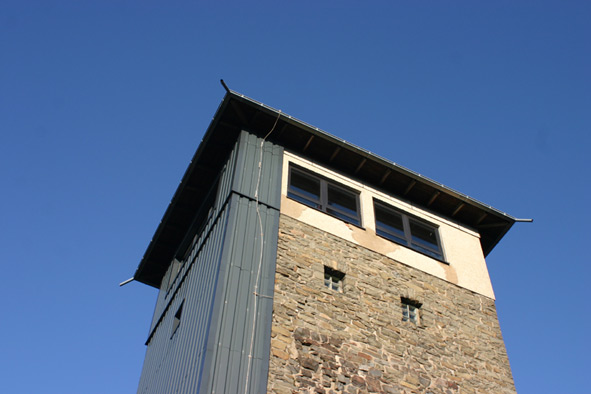
Robert-Kolb-Turm 2006

In den Jahren 2010 und 2011 wurde der Robert-Kolb-Turm für 198.000 Euro aufwändig renoviert und am 26. Juni 2011 feierlich wiedereröffnet. Im Zuge der Sanierungsmaßnahmen wurde die vollständig zugewachsene Aussicht vom Turm teilweise wieder freigelegt. Heute ermöglicht die verglaste Aussichtsplattform weite Ausblicke nach Norden und Südwesten, wohingegen nach Osten, Süden und Westen weiterhin der Baumbestand die Aussichtsmöglichkeit einschränkt. Der Aussichtsturm kann zu den Öffnungszeiten der seit den 60er Jahren neben dem Turm befindlichen Gaststätte täglich außer montags bestiegen werden.
Auf dem Dach des Robert-Kolb-Turms befindet sich eine Antenne für Amateurfunk. Hierbei handelt es sich um eine Relaisfunkstelle des DARC-Ortsverbandes O31 mit dem Rufzeichen DB0MKV.
Unweit des Turms steht – ebenfalls auf dem Gipfel der Nordhelle – der WDR-Sendeturm Nordhelle.